# David Berkoff
David Charles Berkoff (Estados Unidos, 30 de noviembre de 1966) es un nadador estadounidense retirado especializado en pruebas de estilo espalda, donde consiguió ser subcampeón olímpico en 1988 en los 100 metros. Es padre de la nadadora Katharine Berkoff.

## Carrera deportiva
En las Olimpiadas de Seúl 1988 ganó el oro en los relevos de 4 x 100 metros estilos (nadando el largo de espalda) y la plata en los 100 metros espalda.
Cuatro años después, en los Juegos Olímpicos de Barcelona 1992 volvió a ganar el oro en los relevos de 4 x 100 metros estilos —por delante del Equipo Unificado y Canadá— y el bronce en los 100 metros espalda, con un tiempo de 54.78 segundos, tras el canadiense Mark Tewksbury y su compatriota Jeff Rouse.